# 十河家庙舞楼
十河家庙舞楼，位于山西省临汾市翼城县西阎镇十河村中西，建于清代。 
1987年8月20日，十河家庙舞楼公布为翼城县文物保护单位。